# Nymphidiini
De Nymphidiini vormen een tribus van vlinders uit de onderfamilie Riodininae van de familie van de prachtvlinders (Riodinidae).

## Geslachten
- Adelotypa Warren, 1895
- Archaeonympha Hall, 1998
- Ariconias Hall & Harvey, 2002
- Aricoris Westwood, 1851
- Behemothia Hall, 2000
- Calicosama Hall & Harvey, 2001
- Calociasma Stichel, 1910
- Calospila Geyer, 1832
- Catocyclotis Stichel, 1911
- Dysmathia Bates, 1868
- Hallonympha Penz & Devries, 2006
- Harveyope Penz & Devries, 2006
- Hypophylla Boisduval, 1836
- Joiceya Talbot, 1928
- Juditha Hemming, 1964
- Lemonias Hübner, 1807
- Livendula J. Hall, 2007
- Menander Hemming, 1939
- Minotauros J. Hall, 2007
- Mycastor Callaghan, 1983
- Nymphidium Fabricius, 1807
- Pandemos Hübner, 1819
- Periplacis Geyer, 1837
- Protonymphidia Hall, 2000
- Rodinia Westwood, 1851
- Setabis Westwood, 1851
- Synargis Hübner, 1819
- Theope Doubleday, 1847
- Thisbe Hübner, 1819
- Zelotaea Bates, 1868